# Philadelphia Gay News
Philadelphia Gay News PGN) lezbijske su, homoseksualne, biseksualne i transrodne (LGBT) novine na području Philadelphije. Publikaciju je 1976. osnovao Mark Segal kojeg je nadahnuo aktivist Frank Kameny kad su se upoznali 1970.
PGN je najstarija LGBT publikacija osnovana kao tjednik u Sjedinjenim Državama i najveća je LGBT publikacija na Istočnoj obali s 25.000 čitatelja tjedno. PGN je član Nacionalnog gay novinskog ceha.

## Misija
Misija Philadelphia Gay News je služiti kao forum za raspravu o LGBT zajednici i djelovati kao platforma za komuniciranje LGBT problema s glavnim medijima. U intervjuu s Julijom Klein, pokretač časopisa Mark Segal je izjavio:

## Povijest
1976. - Mark Segal osnovao je PGN 3. siječnja kao mjesečnu publikaciju.
1993. - Magazin Philadelphia dodjeljuje izdavaču PGN-a Marku Segalu nagradu "Best of Philadelphia".
2016. - Hillary Clinton piše članak za PGN, što je prvi put da predsjednički kandidat glavne stranke piše članak za LGBT novine.
2020. - U ožujku je PGN odobren za prigodni znak Povijesne i muzejske komisije Pennsylvanije. Natpis će glasiti: "Prvi put objavljeni 1976. godine, ovaj rani list LGBTQ zajednice bio je mjesto za intrakomunikaciju kad je bilo malo drugih na raspolaganju. Služio je kao sredstvo za izgradnju zajednice u vrijeme dok se LGBTQ pokret za prava još uvijek formirao. Na izbijanju epidemije HIV/AIDS-a postala je spasonosni izvor za zajednicu u potrebi. Danas je to najnagrađivanija LGBTQ publikacija u zemlji."

## Cirkulacija
Philadelphia Gay News distribuiraju se besplatno i mogu se podići u prodajnim kutijama diljem Šireg pordručja Philadelphije, Istočne Pennsylvanije, Južnog New Jerseyja i Delawarea.

### Prodajni automati
Philadelphia Gay News primila je svoju seriju od oko 30 prodajnih kutija 1976. godine. Besplatno ih je osigurao Philadelphia Evening Bulletin, koji je umirovio staru flotu. Dugogodišnji direktor distribucije PGN-a, Don Pignolet, odveo ih je u Earl Shibe Auto na bojanje. Trgovina je bila spremna donirati boju za kutije, ali samo jednu boju: svježi orah ili RAL-0007.
"Nitko drugi nije imao tu boju", rekao je Pignolet, "i to se činilo tako gay."
Pignolet i njegov otac pričvrstili su mehanizme s novčićima na kutije, u početku naplaćujući 50 centi po izdanju. Danas su novine besplatne. Tijekom godina kutije su se koristile kao kante za smeće i vandalizirale naljepnicama i grafitima. Ljudi su zalijepili kutije i na njih ispisali homofobne grafite, poput “Gay=Got AIDS Yet?” (Imaš li već AIDS?) U nekoliko navrata kutije su minirane domaćim bombama koje su se sastojale od vatrometa M-80.

## Vanjske poveznice
- Philadelphia Gay News Online  Arhivirana inačica izvorne stranice od 27. prosinca 2017. (Wayback Machine)